# Sternarchella schotti
Sternarchella schotti és una espècie de peix pertanyent a la família dels apteronòtids. Pot arribar a fer 40 cm de llargària màxima. És un peix d'aigua dolça, bentopelàgic i de clima tropical. Es troba a Sud-amèrica: conca del riu Amazones. És inofensiu per als humans.